# Textlinguistik
Die Textlinguistik ist eine vergleichsweise junge Disziplin der Linguistik, die sich ab den 1960er Jahren entwickelt hat. Sie beschäftigt sich mit satzübergreifenden sprachlichen Strukturen. Nachbardisziplinen der Textlinguistik sind Literaturwissenschaft, Jura und Theologie. Vorläufer der Textlinguistik sind Gattungslehre, die Rhetorik und die Stilistik.

## Textdefinieren
Eine zentrale Fragestellung der Textlinguistik (öfter wird auch von linguistischer Texttheorie oder in etwas engerem Sinn von Textgrammatik gesprochen) ist die Definition der sprachlichen Einheit Text: Durch welche Eigenschaften unterscheidet sich ein Text von einem „Nicht-Text“? (Sofern eine solche Unterscheidung als möglich erachtet wird.) Die Merkmale, die einen Text als Text kennzeichnen, sind Textualitätsmerkmale.
Um den Begriff Text zu definieren, geht man gewöhnlich aus von der Etymologie des lateinischen Worts für Text (von texere = weben). Es bedeutet so viel wie Gewebe; ein Text wird danach als ein Gewebe von Sätzen aufgefasst. Texte sind in der Regel abgeschlossen, können sehr kurz sein, sogar aus lediglich einem Wort bestehen (bspw. ein Schild mit der Aufschrift Achtung). In einem anderen Verständnis wird die ganze Sprache als unendlicher Text gesehen (texte infini nach Hjelmslev). Von manchen werden in einer Überdehnung des Textbegriffs auch Hypertexte → und das Internet als ein Text betrachtet. Der Hauptunterschied zum klassischen Textbegriff liegt aber in deren Unabgeschlossenheit und mangelnder Zuordnung zu Autoren. Ein Text hat in der Regel einen Autor oder mehrere identifizierbare Autoren.

### Textualitätsmerkmale
Kriterien der Textualität sind vor allem Kohärenz und Kohäsion. Daneben existieren umstrittene Kriterien wie Intentionalität, Akzeptabilität, Informativität, Situationalität oder Intertextualität. Weitere wesentliche Kriterien eines Textes sind die Textfunktion, das Textthema sowie die Merkmale der spezifischen Textgrenzen. Diese Kriterien der Textualität werden heutzutage kaum mehr als ausschließliche Kriterien verwendet, sondern als Beschreibungsrahmen, der auch ergänzt werden kann. In der jüngeren Vergangenheit wurden unter anderem weitere Kriterien, wie z. B. „Kulturalität“ von Texten vorgeschlagen,

#### Kohärenz und Kohäsion
Die Begriffe Kohärenz und Kohäsion haben eine gemeinsame sprachliche Wurzel im Lateinischen und bedeuten so viel wie Zusammenhang und Zusammenhalt. Ihre Definition ist in der Textlinguistik umstritten und variiert je nach Autor und linguistischer Forschungsrichtung, zumal auch beide Wörter einen Bedeutungswandel durchgemacht haben. Durch Kohärenz und Kohäsion werden zwischen den Sätzen eines Textes inhaltliche bzw. formale Beziehungen durch sprachliche Mittel hergestellt.

##### Kohärenz
Der Begriff Kohärenz bezeichnet Merkmale, die einen Sinnzusammenhang erzeugen, wie z. B.: Anaphern (Rückverweis), Kataphern (Vorverweis), Konnektoren (Konjunktionen, Disjunktionen, Pronomen, Artikel) und Wiederaufnahmeverfahren durch Lexemrekurrenz und Lexemderivation. Verbindungen können aber auch durch grammatische Kongruenz bei Kasus, Numerus und Person hergestellt werden. Inhaltlicher und bedeutungsstiftender Zusammenhang kann über die Satzgrenze hinaus Propositionen (Sachverhalte) beschreiben und somit aufbauend für größere Strukturen wirken: Makropropositionen. Weiterhin kann durch die Verwendung von Artikeln, durch die Thema-Rhema-Gliederung, die Lexemrekurrenz und Lexemvariation sowie die Isotopie Kohärenz hergestellt werden.

##### Kohäsion
Als Kohäsion bezeichnet man Textmerkmale, die einen formalen oder syntaktischen Zusammenhang eines Textes herstellen, man spricht auch von Zusammenhang an der „Textoberfläche“. Unterschieden werden grammatische Kohäsion und lexikalische Kohäsion.

## Texte klassifizieren
Ein wesentliches Forschungsfeld der Textlinguistik ist die Einordnung von Texten in Klassen, Typen, Genres oder Sorten. Man spricht auch von Textklassifikation, Texttypologisierung oder Textkategorisierung. In der Textlinguistik ist die Diskussion darüber nicht beendet, denn: „Texte als komplexe Großzeichen haben sehr viele Eigenschaften.“ In der neueren Forschungsliteratur gibt es dazu Ansätze, Texte anhand einer Mehrebenenanalyse zu klassifizieren oder als Textfelder, also immer im Verbund mit dazugehörenden Texten zu analysieren und zu klassifizieren (Vgl. Diskurslinguistik und Diskursanalyse), darüber hinaus gibt es den Ansatz nach Klaus Brinker Texte nach Funktionen zu klassifizieren.
Abgrenzung von Texten und ihrer Struktur und die Untersuchung der kommunikativen Funktion und Rezeption von Texten.

## Texte analysieren
Weitere Aufgaben der Textlinguistik sind die Analyse von Texten, oder textlinguistische Untersuchungen zur Ermittelung von charakteristischen Organisationsformen von bestimmten Textklassen, sowie die Begründung für das Funktionieren bestimmter Texte in gesellschaftlichen Situationen.